# 車林多爾濟
車林多爾濟（19世纪—1893年），喀尔喀蒙古车臣汗部人，博尔济吉特氏。清朝第十七代车臣汗。
車林多爾濟是第十六代车臣汗阿爾塔什達的儿子。其父阿爾塔什達在同治十三年（1874年）去世。光绪元年（1875年），車林多爾濟袭封车臣汗。光绪十七年（1891年）十二月辛亥，光绪帝以车臣汗部落盟长车臣汗车林多尔济为烏里雅蘇臺參贊大臣。光绪十九年（1893年），車林多爾濟去世，德木楚克多爾濟袭封。